# Arima Haruzumi
Arima Haruzumi (有馬 晴純?; 1483 – 19 marzo 1566) è stato un daimyō giapponese del clan Arima durante il periodo Sengoku.

## Biografia
Inizialmente conosciuto come Arima Sadazumi, aveva il titolo di Shuri-dayu e una posizione nello shobanshu, la guardia privata dello Shōgun. Divenne signore degli Arima al culmine del loro potere, controllando il commercio nella penisola di Shimabara, strategicamente importante, vicino all'odierna Nagasaki. Ashikaga Yoshiharu, il dodicesimo shōgun Ashikaga, riconoscendo la sua importanza strategica e forza, gli permise di prendere un kanji dal suo nome e chiamarsi "Haruzumi".
Nel 1546 attaccò il castello di Mizuga-e controllato da Ryūzōji Iekane, e dopo averlo conquistato, Iekane guidò un contrattacco dopo soli due mesi, riconquistandolo. Dopo questo Haruzumi diede il suo secondo figlio in adozione al clan Ōmura, e fu questo figlio che sarebbe diventato Ōmura Sumitada. Nel corso del suo incarico come signore, Haruzumi si scontrò con molti clan locali come i Gotō, Hirai, Matsuura, Ōmura, Saigō e Taku. Ben presto espanse gli Arima fino a controllare cinque distretti della provincia di Hizen. A seguito delle sue conquiste militari e delle sue manovre politiche, Haruzumi riuscì a controllare alla fine tutta la provincia di Hizen.
Nei suoi ultimi anni le navi portoghesi cominciarono ad apparire nelle acque controllate dagli Arima e la famiglia trasse profitto dal commercio estero. Mentre il cristianesimo si diffondeva nell'area sostenuto da diversi signori locali, Haruzumi si oppose ad esso e lo perseguitò.
Gli succedette il figlio Yoshisada.